# Ingmar Bergman
 Ernst Ingmar Bergman [ˌiŋːmaɾ ˈbæɾːʝman]  (Uppsala Cathedral Assembly, 1918. július 14. – Fårö parish, 2007. július 30.) César-díjas svéd filmrendező, a modern filmművészet egyik legnagyobb hatású egyénisége.

## Élete
Lutheránus lelkész gyermekeként született. 10 évesen bábszínházi előadásokat rendezett. 19 évesen elhagyta a szülői házat, és színházrendezőnek állt. 1944-ben kinevezték a helsingborgi városi színház rendezőjének. 1946-ban a Göteborgs Stadsteaterbe (Göteborgi Városi Színház) került, ahol ugyanazon év novemberében Albert Camus Caligula című drámájának világpremierjét rendezte. Filmes munkái mellett is folyamatosan rendezett vidéki színházakban. „A színház olyan, mint egy megértő feleség – míg a film jelenti a nagy kalandot, a pazarló és nagy igényekkel fellépő szeretőt.”
Maga is írt színdarabokat, és filmjei forgatókönyveit is önállóan jegyezte. Az Őrjöngés (1945) forgatókönyvében egy fiatalember győzedelmeskedik szadista tanára felett. A fiatalembert elnyomó rosszindulatú apafigura végig megjelenik korai munkáiban. A gyakran erőltetett kezdeti próbálkozások erőteljes egyéni képzelőerőről adnak tanúbizonyságot. Tizedik filmjénél Bergman rátalált saját hangjára. A Nyári közjáték (1951) című filmjében egy szerencsétlen sorsú szerelemnek lírai tájszemlélete megható. Az Egy nyári éj mosolya (1955) című filmjével szerzett nemzetközi hírnevet. A következő három filmje meghatározó lett Európa filmművészetére. A hetedik pecsét (1957), A nap vége (1957) és a Szűzforrás (1960) az egész európai filmművészet lényegét sűrítette magába.
Bergman szerette illuzionistának és szemfényvesztőnek nevezni önmagát. Lemondott a történelmi helyszínekről, lecsökkentette a stáb létszámát, a helyszíneket szűkítette. Magány-trilógiájának  – A Tükör által homályosan (1961), Úrvacsora (1963) és A csend (1963) –  szereplői magukat és egymást kínozzák, miközben olyan szellemi nyugalmat keresnek önmaguknak, amelyből hiányzik Isten.
A Persona (1966) új korszak kezdetét jelentette: elmerülést az emberi kapcsolatok világában, a premier plánok középpontba helyezését. A Suttogások és sikolyokban (1972) két nő kölcsönös megkínzatásának tanulmánya.
Az 1970-es években filmes pályája leszállóágba került. Elhagyta otthonát és állandó szereplőit. A Fanny és Alexander (1982) szövevényes családi történet. E film után jelentette be visszavonulását a filmezéstől. Woody Allen szerint Bergman „Valószínűleg a legnagyobb filmrendező a filmkamera feltalálása óta”.
Leánya, Eva Bergman 1945-ben, fia – aki szintén rendező lett –, Daniel Bergman 1962-ben született. Édesapja Linn Ullmann írónőnek, aki Liv Ullmann színésznővel való kapcsolatából 1966-ban született.
Szakmai tökéletessége mellett filmjeinek problematikája, morális tépelődő attitűdje teszi művészetét egyedülállóan jelentőssé. Kedvelt témaválasztása a lélektani konfliktusok részletes ábrázolása. Munkája szakaszos fejlődésen ment keresztül negyven éven át. Bergman igen termékeny alkotó, filmjeiben vissza-visszatér bizonyos képi elemekhez, amelyeket egyre pontosabban kidolgoz. Gyakorló színház- és operarendezőként is maradandót alkotott. Állandó operatőre a kétszeres Oscar-díjas Sven Nykvist volt. Egyik legközelebbi munkatársa a magyar származású Katinka Faragó volt évtizedeken át.
Élete utolsó két évtizedére Bergman visszavonult a filmezéstől, csak 2003-ban tért vissza egy tv-film erejéig a Sarabande-dal. A nyolcvankilenc éves svéd rendező álmában hunyt el otthonában a balti-tengeri Fårö szigetén 2007. július 30-án, egy napon Michelangelo Antonioni olasz filmrendezővel.

## Filmjei
- Őrjöngés (1945) forgatókönyv és társrendező
- Válság (1946)
- Eső mossa szerelmünket (1946)
- Hajó Indiába (1947)
- Zene a sötétben (1948)
- Kikötőváros (1948)
- Börtön (1949)
- Szomjúság (1949)
- A boldogság felé (1950)
- Ilyesmi itt nem fordulhat elő többé (1950)
- Nyári közjáték (1951)
- Várakozó asszonyok (1952)
- Egy nyár Mónikával (1953)
- Fűrészpor és ragyogás 1953
- Szerelmi lecke (1954)
- Női álmok (1955)
- Egy nyári éj mosolya (1955)
- A hetedik pecsét (1957)
- A nap vége (1957)
- Az élet küszöbén (1958)
- Arc (1958)
- Szűzforrás (1960) – az eredeti trilógia 1. filmje
- Az ördög szeme (1960)
- Tükör által homályosan (1961) – trilógia 1.
- Úrvacsora (1963) – trilógia 2.
- A csend (1963) – trilógia 3.
- Valamennyi asszony (1964)
- Persona (1966)
- Stimulációk szkeccsfilm Daniel című epizódja (1967)
- Farkasok órája (1968) – "második" trilógia 1.
- Szégyen (1968) – "második" trilógia 2.
- Rítus (1969) tv-film
- Szenvedély (1969) – "második" trilógia 3.
- Érintés (1971)
- Suttogások és sikolyok (1972)
- Jelenetek egy házasságból tv-film (1973)
- A varázsfuvola (1975) tv-film
- Színről színre tv-film (1976)
- Kígyótojás (1977)
- Egy kis éji zene (1977) forgatókönyv
- A Bergman-akta (1978) dokumentumfilm
- Őszi szonáta (1978)
- Jelenetek a bábuk életéből (1980) tv-film
- Fanny és Alexander (1982) tv-film
- Próba után (1983) tv-film
- Áldottak (1987) tv-film
- A legjobb szándékok (1992) tv-film, forgatókönyv
- Vasárnapi gyerekek -(1992) forgatókönyv
- Az utolsó sikoly (1994) tv-film
- Négyszemközti beszélgetések (1996) dokumentumfilm
- Bergman hangja (1997) dokumentumfilm
- Dúl-fúl, és elnémul (1997) tv-film
- Hűtlenek (2000) forgatókönyv
- Képcsinálók (2000) tv-film
- Konfesszió (2001) forgatókönyv
- Sarabande (2003) tv-film

## Kötetei magyarul
- Ingmar Bergman: A csend (forgatókönyv); in: Csányi Miklós – Homorody József (szerk.): Rendezői műhely – cikkgyűjtemény; Filmművészeti Könyvtár 24. kötet; Magyar Filmtudományi Intézet és Filmarchívum, Bp., 1965
- Filmtrilógia; ford. Kuczka Péter; Európa, Bp., 1967 (Modern Könyvtár); második kiadás: 1967; harmadik kiadás: 1998
- Filmalkotók műhelyében; Ingmar Bergman, Dirk Bogard et al. vallomásai, nyilatkozatai, szerk., összeáll. Karcsai Kulcsár István; Magyar Filmtudományi Intézet és Filmarchívum–NPI, Bp., 1973 (Filmbarátok kiskönyvtára)
- Jelenetek egy házasságból; ford. Osztovits Cecília; Európa, Bp., 1977 (Modern könyvtár); második kiadás: 1987; harmadik kiadás: 1996
- Színről színre. Forgatókönyvek; ford. Bart István et al., vál., szerk. Györffy Miklós; Európa, Bp., 1979[20]
- Fanny és Alexander; ford. Kúnos László; Árkádia, Bp., 1985
- Laterna magica; ford. Kúnos László; Európa, Bp., 1988; második kiadás: 2008; harmadik kiadás: 2011
- Fafestmény; ford. Lakos Anna; inː Lépések. Egyfelvonásosok; szerk. Márai Botond; Múzsák Közművelődési Kiadó, Bp., 1990 (Színjátszók kiskönyvtára)
- Képek; ford. Kúnos László; Európa, Bp., 1992
- A legjobb szándékok; ford. Kúnos László; Európa, Bp., 1993; második kiadás: 2012
- Vasárnapi gyerekek; ford. Kúnos László; Európa, Bp., 1994; második kiadás: 2012
- Az ötödik felvonás; ford. Kúnos László; Európa, Bp., 1995
- Öt vallomás; ford. Kúnos László; Európa, Bp., 1996
- Farkasok órája. Három filmnovella / Őszi szonáta / A bábok életéből; ford. Kúnos László; Európa, Bp., 1999
- Hűtlenek. Három filmnovella / Hűtlenek. Partitúra képmédiumra / Lelki ügy / Szerelem szeretők nélkül; ford. Kúnos László; Európa, Bp., 2002
- Sarabande; ford. Kúnos László; Európa, Bp., 2003
- Maria von Rosen–Ingmar Bergman–Ingrid von Rosen: Három napló; ford. Kúnos László; Európa, Bp., 2005
- Käbi Laretei–Ingmar Bergmanː Hová tűnt az a nagy szerelem?; a szerző és Ingmar Bergman levelezése, naplórészletekkel; ford. Kúnos László; Európa, Bp., 2012
- Munkanapló, 1. 1955–1974; szerk. Ingemar Karlsson, előszó Dorthe Nors, ford. Kúnos László; Scolar, Bp., 2020 ISBN 978-963-509-212-3
- Munkanapló, 2. 1975–2001; szerk. Ingemar Karlsson, előszó Karl Ove Knausgård, ford. Kúnos László; Scolar, Bp., 2021 ISBN 978-963-509-376-2